# 마주르카 (쇼팽)
1825년에서 1849년 사이에 프레데리크 쇼팽은 마주르카를 바탕으로 피아노를 위한 최소 59곡의 마주르카를 작곡했다.
쇼팽의 마주르카는 폴란드 전통 마주르카와 연결되기 때문에 장르의 일부 특성은 그의 해석에서 동일하게 유지된다. 예를 들어, 전통적인 마주르카와 쇼팽의 버전 모두 많은 반복을 포함한다. 이 반복은 실제 춤의 특정 부분을 반복하기 위해 전통 무용에서 의미가 있다. 또한 전통적인 마주르카의 리듬 패턴 중 많은 부분이 쇼팽의 작곡에도 나타나므로 여전히 춤의 개념을 전달하지만 보다 "자족적이고 양식화된 춤 작품"이다.  이 아이디어를 유지하면서 쇼팽은 대위법과 푸가와 같은 고전적인 기법을 사용하면서  반음계와 조화를 더하여 그의 마주르카를 기술적으로 더 흥미롭게 만들려고 했다. 사실 쇼팽은 마주르카에서 다른 어떤 장르보다 고전적인 기법을 더 많이 사용했다.